# かまいたちの売れチャレ
『かまいたちの売れチャレ』（かまいたちのうれチャレ）とは、日本テレビ系列で2022年から放送されているバラエティ特別番組であり、かまいたちの冠番組である。

## 出演者

### MC
- かまいたち（山内健司・濱家隆一）

### 準レギュラー
- アンミカ (第1～第3回)
- 池田美優 (第2回、第3回)
- ギャル曽根 (第2回、第3回)
- 羽鳥慎一 (第2回、第3回)

### ゲスト
- 菊池風磨 (SexyZone/第1回)
- 谷まりあ (第1回)
- 小澤征悦 (第2回)
- 亀梨和也 (KAT-TUN/第2回)
- 北斗晶 (第2回)
- ホラン千秋 (第2回)
- 大谷亮平 (第3回)
- 木村昴 (第3回)
- 長野博 (第3回)
- 森泉 (第3回)

## スタッフ
- ナレーション：バッキー木場（第3回）
- 企画・演出：柳沢英俊
- 構成：酒井健作、橋本大介
- ブレーン：森下知哉
- TM：保刈寛之
- SW：村松明（第3回）
- CAM：岩永雄允
- MIX：小境健太郎（第3回）
- VE：山口郁馬（第2回-）
- LD：池長正宏（第3回）
- 美術プロデューサー：髙野泰人、中村允（中村→第3回）
- デザイン：熊崎真知子、佐藤香穂里（佐藤香→第2回-）
- 大道具：菅原拓実
- 小道具：森川望実（第3回、第2回までは望美名義）
- メイク：高江洲結子（第3回）
- 技術協力：NiTRO、スタジオWELT
- 美術協力：日テレアート
- CG：森三平
- 編集：森田智之
- MA：佐渡吉志広
- 音効：岡田淳一
- TK：藤井ひと美（第3回）
- デスク：阿部絵里子
- リサーチ：中原祐
- ディレクター：中沖嵩博、春山正宏、林真央、木村翔太、増田巧、藤本俊介、増田貴也、山口大輔、芝崎正尭 / 伊原早紀、永田芽衣子、阿部一樹、神川達哉、木村聡喜、藤原未妃、青木理梨花、横尾翼、坪井友成（中沖・木村翔・増田巧・伊原・永田→第2回-、藤本・増田貴・山口・芝崎・阿部・神川・木村聡・藤原・青木・横尾・坪井→第3回）
- 演出：井上充（第3回）、吉岡賢祐（第3回、第1,2回はディレクター）
- プロデューサー：徐真然、菅沼和美、内田久美子、影山幸子、海老名和香、髙橋孝平（徐・影山・海老名・髙橋→第2回-、内田→第3回）
- 統轄プロデューサー：河野雄平（第2回-、第1回はプロデューサー）
- チーフプロデューサー：矢野尚子（第3回）
- 制作協力：厨子王、モスキート（モス→第2回-）
- 製作著作：日本テレビ

### 過去のスタッフ
- ナレーション：丹下桜
- SW：松嶋賢一（第1,2回）
- MIX：宮内貞（第1,2回）
- VE：柳原拓実（第1回）
- LD：村上洋平（第1,2回）
- デザイン：佐藤裕乃（第1回）
- メイク：林朋香（第1,2回）
- TK：坂本幸子（第1,2回）
- ディレクター：吉池朗、中村愛奈（共に第1回）、延本惟音、石川智菜、安達裕美、柳田杏奈（共に第2回）
- 演出：三枝賢史（第1,2回）
- プロデューサー：鈴木美枝子（第1回）、山本愛（第2回）
- チーフプロデューサー：川邊昭宏（第1回）、松本京子（第2回）